# Ghidra
Ghidra es una herramienta de ingeniería inversa gratuita y de código abierto desarrollada por la Agencia de Seguridad Nacional (NSA) de los Estados Unidos. Los binarios se publicaron en la conferencia RSA en marzo de 2019; las fuentes se publicaron un mes después en GitHub. Muchos investigadores de seguridad ven a Ghidra como un competidor de IDA Pro. El software está escrito en Java utilizando el marco Swing para la GUI. El componente descompilador está escrito en C++ y, por lo tanto, se puede utilizar de forma independiente.
Los scripts para realizar análisis automatizados con Ghidra se pueden escribir en Java o Python (a través de Jython ), aunque esta característica es extensible y el soporte para otros lenguajes de programación está disponible a través de complementos de la comunidad. Se pueden desarrollar complementos que agreguen nuevas funciones al propio Ghidra utilizando un marco de extensión basado en Java.

## Historia
La existencia de Ghidra se reveló originalmente al público a través de Vault 7 en marzo de 2017.[cita requerida] pero el software en sí no estuvo disponible hasta su desclasificación y lanzamiento oficial dos años después. 
En junio de 2019, Coreboot comenzó a utilizar Ghidra para sus esfuerzos de ingeniería inversa en problemas específicos de firmware luego del lanzamiento de código abierto del paquete de software Ghidra.
Ghidra se puede utilizar, oficialmente, como depurador desde Ghidra 10.0. El depurador de Ghidra admite la depuración de programas de Windows en modo de usuario a través de WinDbg y programas de Linux a través de GDB .

## Arquitecturas soportadas
Se admiten las siguientes arquitecturas o formatos binarios:
- x86 16, 32 and 64 bit
- ARM and AARCH64
- PowerPC 32/64 and VLE
- MIPS 16/32/64
- MicroMIPS
- 68xxx
- Java and DEX bytecode
- PA-RISC
- PIC 12/16/17/18/24
- SPARC 32/64
- CR16C
- Z80
- 6502
- 8048, 8051
- MSP430
- AVR8, AVR32
- SuperH
- V850

## enlaces externos
- Sitio Oficial
- Ghidra en GitHub.

- Datos: Q61983083
- Multimedia: Ghidra / Q61983083